# Gosei 1984
Il Gosei 1984 è stata la nona edizione del torneo goistico giapponese Gosei. 

## Svolgimento
- W indica vittoria col bianco
- B indica vittoria col nero
- X indica la sconfitta
- +R indica che la partita si è conclusa per abbandono
- +N indica lo scarto dei punti a fine partita
- +F indica la vittoria per forfeit
- +T indica la vittoria per timeout
- +? indica una vittoria con scarto sconosciuto
- V indica una vittoria in cui non si conosce scarto e colore del giocatore

### Fase preliminare
La fase preliminare serve a determinare chi accede al torneo per la selezione dello sfidante. Consiste in un torneo preliminare, i cui vincitori sono qualificati al torneo per la determinazione dello sfidante.

### Determinazione dello sfidante
|  | Primo turno        | Primo turno |  |  | Secondo turno     | Secondo turno |                 |                   | Terzo turno | Terzo turno |  |  | Semifinale | Semifinale |  |  | Finale | Finale |
|  |                    |             |  |  |                   |               |                 |                   |             |             |  |  |            |            |  |  |        |        |
|  | Masao Sugiuchi     |             |  |  |                   |               |                 |                   |             |             |  |  |            |            |  |  |        |        |
|  | Satoru Kobayashi   | B+R         |  |  | Satoru Kobayashi  |               |                 |                   |             |             |  |  |            |            |  |  |        |        |
|  | Toshio Sekiyama    |             |  |  | Cho Chikun        | B+R           |                 |                   |             |             |  |  |            |            |  |  |        |        |
|  | Cho Chikun         | B+R         |  |  |                   |               |                 | Cho Chikun        |             |             |  |  |            |            |  |  |        |        |
|  | Takeo Kajiwara     |             |  |  | Yasumasa Hane     | B+R           |                 |                   |             |             |  |  |            |            |  |  |        |        |
|  | Yoshio Ishida      | W+9,5       |  |  | Yoshio Ishida     |               |                 |                   |             |             |  |  |            |            |  |  |        |        |
|  | Shuchi Kubouchi    |             |  |  | Yasumasa Hane     | B+1,5         |                 |                   |             |             |  |  |            |            |  |  |        |        |
|  | Yasumasa Hane      | B+R         |  |  |                   |               |                 | Yasumasa Hane     |             |             |  |  |            |            |  |  |        |        |
|  | Susumu Fukui       |             |  |  | Hideyuki Fujisawa | W+R           |                 |                   |             |             |  |  |            |            |  |  |        |        |
|  | Utaro Hashimoto    | W+7,5       |  |  | Utaro Hashimoto   |               |                 |                   |             |             |  |  |            |            |  |  |        |        |
|  | Koichi Kobayashi   |             |  |  | Satoshi Kataoka   | B+R           |                 |                   |             |             |  |  |            |            |  |  |        |        |
|  | Satoshi Kataoka    | B+1,5       |  |  |                   |               | Satoshi Kataoka |                   |             |             |  |  |            |            |  |  |        |        |
|  | Toshiya Imamura    |             |  |  | Hideyuki Fujisawa | B+R           |                 |                   |             |             |  |  |            |            |  |  |        |        |
|  | Rin Kaiho          | B+R         |  |  | Rin Kaiho         |               |                 |                   |             |             |  |  |            |            |  |  |        |        |
|  | Masamitsu Tsuchida |             |  |  | Hideyuki Fujisawa | W+R           |                 |                   |             |             |  |  |            |            |  |  |        |        |
|  | Hideyuki Fujisawa  | W+R         |  |  |                   |               |                 | Hideyuki Fujisawa |             |             |  |  |            |            |  |  |        |        |
|  | Teruko Kusunoki    |             |  |  | Masao Kato        | W+2,5         |                 |                   |             |             |  |  |            |            |  |  |        |        |
|  | Tadanao Kurosawa   | W+2,5       |  |  | Tadanao Kurosawa  |               |                 |                   |             |             |  |  |            |            |  |  |        |        |
|  |                    |             |  |  | Shuzo Awaji       | W+R           |                 |                   |             |             |  |  |            |            |  |  |        |        |
|  |                    |             |  |  |                   |               | Shuzo Awaji     |                   |             |             |  |  |            |            |  |  |        |        |
|  | Ō Rissei           |             |  |  | Shoji Hashimoto   | W+1,5         |                 |                   |             |             |  |  |            |            |  |  |        |        |
|  | Yuichi Ezura       | B+2,5       |  |  | Yuichi Ezura      |               |                 |                   |             |             |  |  |            |            |  |  |        |        |
|  | Yoshimi Hashimoto  |             |  |  | Shoji Hashimoto   | B+R           |                 |                   |             |             |  |  |            |            |  |  |        |        |
|  | Shoji Hashimoto    | W+0,5       |  |  |                   |               | Shoji Hashimoto |                   |             |             |  |  |            |            |  |  |        |        |
|  | Yasuaki Kuwata     |             |  |  | Masao Kato        | W+4,5         |                 |                   |             |             |  |  |            |            |  |  |        |        |
|  | Yuichi Sonoda      | W+4,5       |  |  | Yuichi Sonoda     |               |                 |                   |             |             |  |  |            |            |  |  |        |        |
|  | Akira Ishida       |             |  |  | Ō Meien           | W+R           |                 |                   |             |             |  |  |            |            |  |  |        |        |
|  | Ō Meien            | B+0,5       |  |  |                   |               | Ō Meien         |                   |             |             |  |  |            |            |  |  |        |        |
|  | Eio Sakata         |             |  |  | Masao Kato        | W+R           |                 |                   |             |             |  |  |            |            |  |  |        |        |
|  | Tatsuaki Iwata     | W+6,5       |  |  | Tatsuaki Iwata    |               |                 |                   |             |             |  |  |            |            |  |  |        |        |
|  | Kunio Oyama        |             |  |  | Masao Kato        | B+R           |                 |                   |             |             |  |  |            |            |  |  |        |        |
|  | Masao Kato         | B+R         |  |  |                   |               |                 |                   |             |             |  |  |            |            |  |  |        |        |

### Finale
La finale è una sfida al meglio delle cinque partite, il detentore Hideo Otake ha affrontato lo sfidante scelto tramite il processo di qualificazione.